# Province de Kadavu

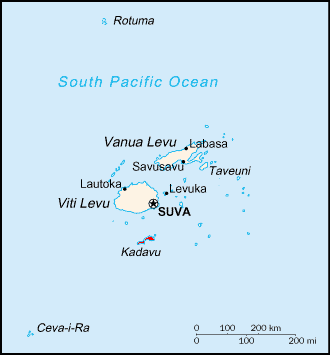
Localisation de Kadavu (au sud de Suva en rouge)

La province de Kadavu est une des quatorze provinces des Fidji. Elle fait partie de la Confédération Burebasaga, une réunion de chefs (Ratu) des Fidji méridionales et occidentales. Elle comprend l'île Kadavu et Ono et d'autres îles proches. Sur une superficie de 478 km², elle compte	10 897 habitants (2017).

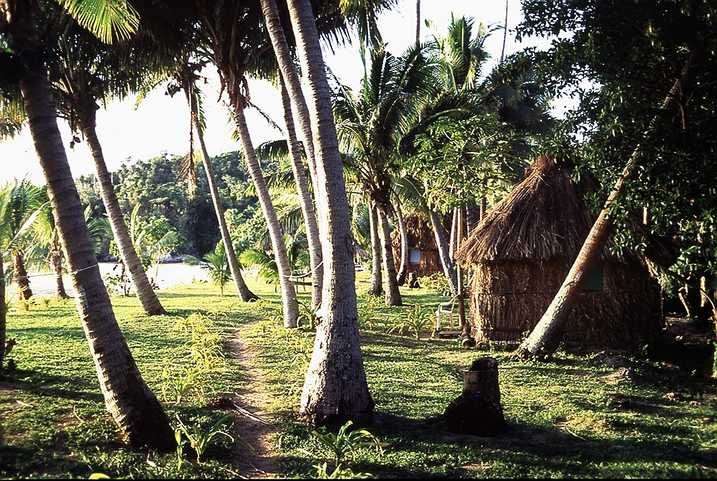
Végétation de Kadavu